# Стайки (Киевская область)
Ста́йки (укр. Стайки) — село в Обуховском районе Киевской области Украины. Ранее был под управлением Кагарлыкского района
Расположено на берегу Днепра.

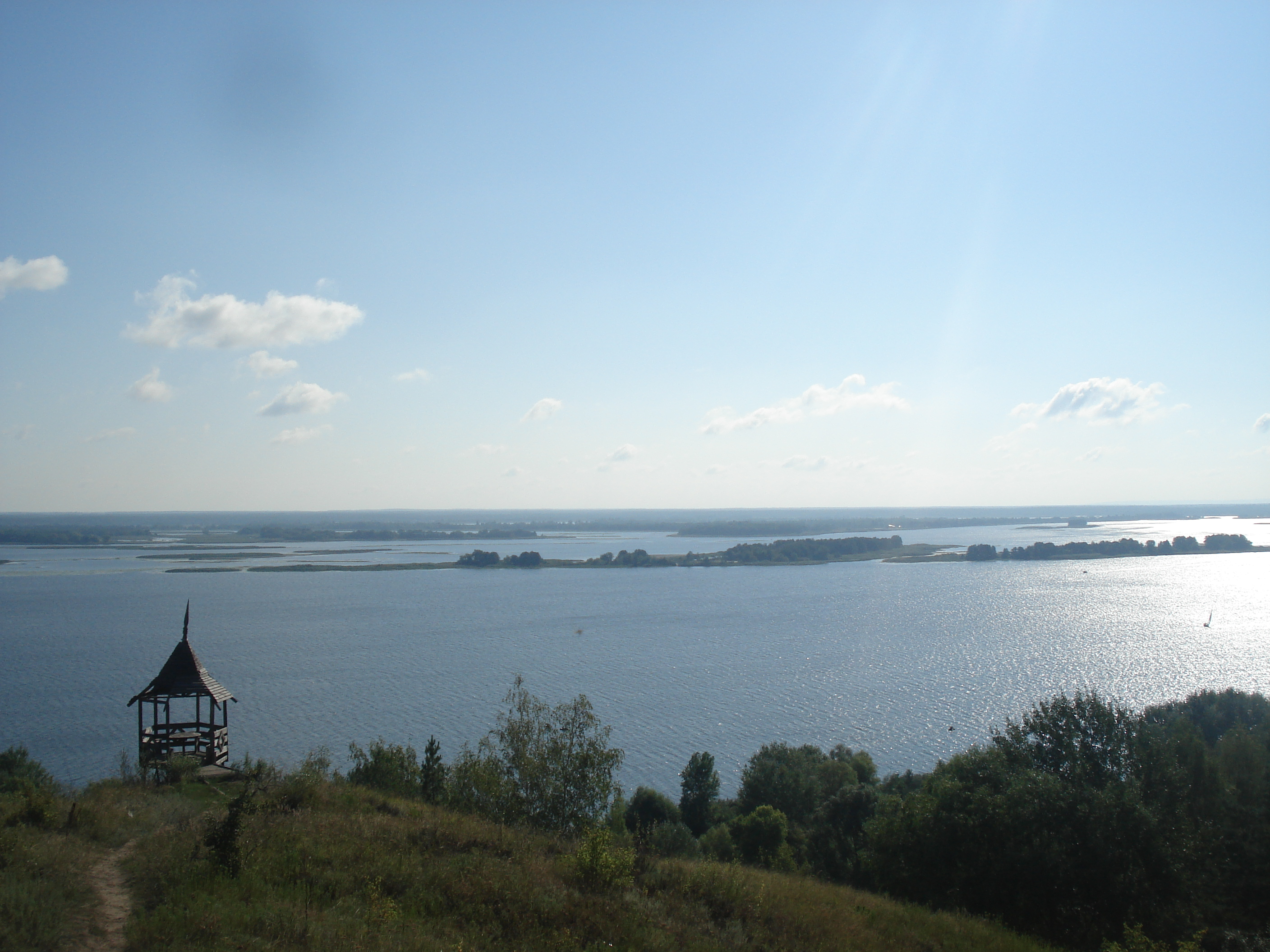
Река Днепр у села Стайки

Население по переписи 2001 года составляло 2203 человека. Почтовый индекс — 09210. Телефонный код — 4573. Занимает площадь 4,866 км². Код КОАТУУ — 3222287601.

## Местный совет
09210, Киевская обл., Кагарлыкский р-н, с. Стайки, ул. Школьная, 1а; тел. 3-02-86